# Ekologisk kompensation
Ekologisk kompensation är gottgörelse av skada på naturmiljö som utgör allmänna intressen, såsom art|er, naturtyper, ekosystemfunktioner och upplevelsevärden. Gottgörelsen kan ske genom att den som orsakat skada tillför nya värden eller säkerställer befintliga värden som annars skulle riskera att gå förlorade.
Kompensation utgör det sista steget i den så kallade skadelindringshierarkin. I första hand eftersträvar man att skador skall undvikas, minimeras eller avhjälpas på plats.
Ekologisk kompensation ("biodiversity offsetting") används i stora delar av världen. T.ex. involverar det våtmarker i USA och Natura 2000-områden inom EU. En statlig utredning föreslår att ekologisk kompensation skall användas betydligt mer i Sverige i framtiden.